# Каматиас, Флориан
Флориан Каматиас (нем. Florian Camathias; 23 марта 1924, Виттенбах — 10 октября 1965, Брэндс-Хэтч) — швейцарский мотогонщик, четырёхкратный вице-чемпион мира (1958, 1959, 1962, 1963) по шоссейно-кольцевым гонкам в классе мотоциклов с колясками, двукратный чемпион Великобритании (1959, 1960), двукратный чемпион Швейцарии (1960, 1965). Обладатель рекорда по количеству вторых мест в Чемпионате мира среди пилотов, никогда не бывших чемпионами.

## Спортивная карьера
Отец Флориана Каматиаса был мотогонщиком-любителем и разбился в аварии в 1926 году. В 1945 году Каматиас открыл небольшой мотомагазин с мастерской в городке Вето и в том же году принял участие в своей первой мотогонке, став 3-м. С конца 1940-х стал сам стартовать в мотогонках, сперва — в классических, одиночных. в 1947 году. Некоторое время он участвовал в одиночных мотогонках. Свою первую победу он одержал в 1948 году в локальной гонке в Шаффхаузене в классе 500 см³.
Четыре года спустя, в 1953 году, он переключился на гонки на мотоциклах с колясками, хотя время от времени выступал и в сольных классах, например, в 1954 году финишировал одиннадцатым на Гран-при Швейцарии в классе 500 см³ на BMW. В 1955 году он стартовал в том же классе на Norton Manx, финишировал 7-и во Франции и сошел на Гран-при Ольстера. На последнем Гран-при того же года в Монце он набрал свои первые очки чемпионата мира в классе мотоциклов с колясками, выступая с пассажиром Морисом Бюла и финишировав четвёртым. Дуэт занял одиннадцатое место на чемпионате мира.
Сосредоточение усилий на одном классе дало свои результаты. В 1956 году Каматиас и Бюла финишировали пятыми на Assen TT, третьими на Гран-при Ольстера (это был первый подиум Каматиаса) и четвёртыми в Монце. Чемпионат они закончили пятыми.
В 1957 году Юлиус Галликер, с которым Каматиас уже стартовал в 1954 году, вернулся в качестве пассажира. Каматиас и Галликер получили в своё распоряжение заводской мотоцикл от BMW, но, поскольку BMW не выставляла заводскую команду, все пилоты BMW официально считались независимыми гонщиками. В конце того же года Галликера сменил пассажир Хиллмар Чекко, с которым Каматиас достиг первых заметных успехов в Чемпионате мира, став бронзовым призёром 1957 года и дважды вице-чемпионом, в 1958 и 1959 годах. С Чекко он выиграл свой первый Гран-При в Нидерландах в 1958-м.
К концу 1959 года отношения между Чекко и Каматиасом ухудшились, и дуэт распался. В итоге пять Гран-При 1960 года Каматиас провёл с четырьмя разными пассажирами. В 1961 году Чекко вернулся, но это обернулось трагедией: после первого же этапа Чемпионата мира в время внезачётной гонки команда попала в серьёзную аварию, Чекко был госпитализирован. Казалось, что он стабилен, но ночью Чекко умер от внутреннего кровотечения, поскольку врачи не заметили разрыва селезёнки. Каматиас отказался от продолжения сезона с другим пассажиром.
В 1962 году Каматиас убедил Гельмута Фата, блестящего механика и по совместительству пилота (чемпиона мира 1960 года) заняться подготовкой своего мотоцикла. Фат к тому времени завершил гоночную карьеру (хотя позже он к ней вернётся и выиграет второй титул) и потому согласился. Кроме того, Каматиас переманил у пилота Фрица Шайдеггера опытного пассажира Хорста Буркхардта. Несмотря на сильную команду, Каматиаса продолжали преследовать неудачи: в гонке Isle of Man TT Каматиас вылетел с трассы, и Буркхард получил травмы, вынудившие его завершить карьеру. Остаток сезона Каматиас провёл с молодым пассажиром Гарри Винтером, выиграл Гран-При Бельгии и в третий раз занял второе место в чемпионате.
В 1963 году Каматиас потерял заводскую поддержку BMW и переимеровал мотоцикл в FCS (Fath Camathias Special) по своему имени и имени Гельмута Фата. В том году он одержал свою единственную в карьере победу на Isle of Man TT и стал вице-чемпионом мира в четвёртый раз. Следующие два года Каматиаса продолжали преследовать неудачи: победы чередовались с серьёзными авариями и вынужденными пропусками гонок из-за травм.

## Гибель
В 1965 году у Флориана Каматиаса появился новый пассажир, его соотечественник Франц Дюкре. На новом BMW Каматиас и Дюкре выиграли Гран-При Франции, но в сумме Каматиас склонялся к завершению карьеры. Он повидал много смертей своих друзей и напарников, тяжёлые травмы Буркхарда и другого своего пассажира Альфреда Херцига. После ухода из гонок Каматиас планировал заняться своим магазином мотоциклов в Монтрё. Тем не менее, Каматиас был популярен, и после окончания сезона его пригласили принять участие в незачётной гонке на трассе Брэндс-Хэтч в Великобритании. В середине гонки плохо сваренная передняя вилка мотоцикла Каматиаса переломилась, и машина вылетела в кювет. Флориан Каматиас умер на следующий день в госпитале от полученных травм.

## Гоночная династия
Племянник Флориана, Ромео Каматиас, стал гонщиком и успешно выступал в гонках на выносливость. Внучатый племенник Флориана, Джоэль Каматиас, также является автогонщиком.

## Результаты выступлений в Чемпионате мира по шоссейно-кольцевым гонкам на мотоциклах с колясками
| Легенда к таблице |                                                 |
| --- | ----------------------------------------------- |
| В таблице перечислены результаты всех этапов чемпионата мира, в которых принимал участие гонщик либо пассажир. Строками таблицы являются сезоны, столбцами все гонки этапов чемпионата мира, напарник и мотоцикл. В клетках указаны сокращённое название этапа и результат, клетка дополнительно обозначена цветом. Расшифровка обозначений и цветов представлена в нижеследующей таблице. |                                                 |
| \| Пример \| Описание \| \| ------------ \| ----------------------------------------------- \| \| 1 \| Победитель \| \| 2 \| Второе место \| \| 3 \| Третье место \| \| \| Финишировал в очковой зоне \| \| \| Финишировал вне очковой зоны \| \| НКЛ \| Не классифицирован \| \| Сход \| Не финишировал \| \| НКВ \| Не прошёл квалификацию \| \| НПКВ \| Не прошёл предварительную квалификацию \| \| ДСК \| Дисквалифицирован \| \| ИСК \| Исключён из протокола соревнований \| \| НС \| Не стартовал в гонке \| \| Т \| Травмирован или болен \| \| ОТК \| Отказ от участия \| \| НТР \| Прибыл на соревнования, но на трассу не выезжал \| \| НПР \| Не прибыл к началу соревнований \| \| НД \| Недопущен до старта \| \| О \| Гонка отменена \| \| НУ \| Не участвовал \| \| Поул-позиция \| \| \| Быстрый круг \| \| |                                                 |
| Пример | Описание                                        |
| 1 | Победитель                                      |
| 2 | Второе место                                    |
| 3 | Третье место                                    |
| | Финишировал в очковой зоне                      |
| | Финишировал вне очковой зоны                    |
| НКЛ | Не классифицирован                              |
| Сход | Не финишировал                                  |
| НКВ | Не прошёл квалификацию                          |
| НПКВ | Не прошёл предварительную квалификацию          |
| ДСК | Дисквалифицирован                               |
| ИСК | Исключён из протокола соревнований              |
| НС | Не стартовал в гонке                            |
| Т | Травмирован или болен                           |
| ОТК | Отказ от участия                                |
| НТР | Прибыл на соревнования, но на трассу не выезжал |
| НПР | Не прибыл к началу соревнований                 |
| НД | Недопущен до старта                             |
| О | Гонка отменена                                  |
| НУ | Не участвовал                                   |
| Поул-позиция |                                                 |
| Быстрый круг |                                                 |

| Год  | Пассажир         | Мотоцикл | 1        | 2        | 3        | 4        | 5        | 6     | 7        | Место | Очки    |
| ---- | ---------------- | -------- | -------- | -------- | -------- | -------- | -------- | ----- | -------- | ----- | ------- |
| 1955 | Морис Бюла       | BMW      | ESP      | MAN      | GER      | BEL 8    | NED      | NAT 4 |          | 11    | 3       |
| 1956 | Морис Бюла       | BMW      | MAN      | NED 5    | BEL      | GER      | ULS 3    | NAT 4 |          | 5     | 9       |
| 1957 | Юлиус Галликер   | BMW      | GER 4    | MAN 3    | NED      |          |          |       |          | 3     | 17      |
| 1957 | Хиллмар Чекко    | BMW      |          |          |          | BEL 2    | NAT 3    |       |          | 3     | 17      |
| 1958 | Хиллмар Чекко    | BMW      | MAN 2    | NED 1    | BEL 2    | GER 2    |          |       |          | 2     | 20 (26) |
| 1959 | Хиллмар Чекко    | BMW      | FRA      | MAN 2    | GER 1    | NED 1    | BEL Сход |       |          | 2     | 22      |
| 1960 | Джон Чизнелл     | BMW      | FRA 3    |          |          |          |          |       |          | 4     | 12      |
| 1960 | Роберт Фистон    | BMW      |          | MAN 5    |          |          |          |       |          | 4     | 12      |
| 1960 | Роланд Фёлль     | BMW      |          |          | NED 16   | BEL Сход |          |       |          | 4     | 12      |
| 1960 | Готфрид Руфенахт | BMW      |          |          |          |          | GER 2    |       |          | 4     | 12      |
| 1961 | Хиллмар Чекко    | BMW      | ESP Сход | GER      | FRA      | MAN      | NED      | BEL   |          | -     | 0       |
| 1962 | Хорст Буркхард   | BMW      | ESP 2    | FRA 2    | MAN Сход |          |          |       |          | 2     | 26      |
| 1962 | Гарри Винтер     | BMW      |          |          |          | NED 7    | BEL 1    | GER 2 |          | 2     | 26      |
| 1963 | Альфред Херциг   | FCS      | ESP 3    | GER 1    | MAN 1    | NED 3    | BEL Сход |       |          | 2     | 20 (24) |
| 1964 | Роланд Фёлль     | Gilera   | ESP 1    | FRA      |          |          |          |       |          | 7     | 8       |
| 1964 | Альфред Херциг   | Gilera   |          |          | MAN 15   | NED Сход | BEL Сход | GER   |          | 7     | 8       |
| 1965 | Франц Дюкре      | BMW      | GER      | ESP Сход | FRA 1    | MAN Сход | NED Сход | BEL 5 | NAT Сход | 4     | 10      |

## Результаты выступлений в Чемпионате мира по шоссейно-кольцевым мотогонкам (сольные классы)
| Легенда к таблице |                                                 |
| --- | ----------------------------------------------- |
| В таблице перечислены результаты всех Гран-при чемпионата мира, во всех классах, в которых принимал участие гонщик. Строками таблицы являются сезоны, столбцами все гонки Гран-при чемпионата мира, производитель мотоциклов и команда. В клетках указаны сокращённое название Гран-при и результат, клетка дополнительно обозначена цветом. Расшифровка обозначений и цветов представлена в нижеследующей таблице. |                                                 |
| \| Пример \| Описание \| \| ------------ \| ----------------------------------------------- \| \| 1 \| Победитель \| \| 2 \| Второе место \| \| 3 \| Третье место \| \| \| Финишировал в очковой зоне \| \| \| Финишировал вне очковой зоны \| \| НКЛ \| Не классифицирован \| \| Сход \| Не финишировал \| \| НКВ \| Не прошёл квалификацию \| \| НПКВ \| Не прошёл предварительную квалификацию \| \| ДСК \| Дисквалифицирован \| \| ИСК \| Исключён из протокола соревнований \| \| НС \| Не стартовал в гонке \| \| Т \| Травмирован или болен \| \| ОТК \| Отказ от участия \| \| НТР \| Прибыл на соревнования, но на трассу не выезжал \| \| НПР \| Не прибыл к началу соревнований \| \| НД \| Недопущен до старта \| \| О \| Гонка отменена \| \| НУ \| Не участвовал \| \| Поул-позиция \| \| \| Быстрый круг \| \| |                                                 |
| Пример | Описание                                        |
| 1 | Победитель                                      |
| 2 | Второе место                                    |
| 3 | Третье место                                    |
| | Финишировал в очковой зоне                      |
| | Финишировал вне очковой зоны                    |
| НКЛ | Не классифицирован                              |
| Сход | Не финишировал                                  |
| НКВ | Не прошёл квалификацию                          |
| НПКВ | Не прошёл предварительную квалификацию          |
| ДСК | Дисквалифицирован                               |
| ИСК | Исключён из протокола соревнований              |
| НС | Не стартовал в гонке                            |
| Т | Травмирован или болен                           |
| ОТК | Отказ от участия                                |
| НТР | Прибыл на соревнования, но на трассу не выезжал |
| НПР | Не прибыл к началу соревнований                 |
| НД | Недопущен до старта                             |
| О | Гонка отменена                                  |
| НУ | Не участвовал                                   |
| Поул-позиция |                                                 |
| Быстрый круг |                                                 |

| Год  | Класс | Мотоцикл   | 1   | 2        | 3   | 4   | 5   | 6        | 7   | 8   | Место | Очки |
| ---- | ----- | ---------- | --- | -------- | --- | --- | --- | -------- | --- | --- | ----- | ---- |
| 1951 | 500сс | BMW        | ESP | SUI Сход | MAN | BEL | NED | FRA      | ULS | NAT | -     | 0    |
| 1953 | 500сс | BMW        | MAN | NED      | BEL | FRA | ULS | SWI 14   | NAT | ESP | -     | 0    |
| 1954 | 250сс | Moto Guzzi | FRA | MAN      | ULS | NED | GER | SWI 7    | NAT |     | -     | 0    |
| 1954 | 500сс | Norton     | FRA | MAN      | BEL | NED | GER | SWI 11   | NAT | ESP | -     | 0    |
| 1955 | 125сс | MV Agusta  | ESP | FRA      | MAN | GER | NED | NAT 10   |     |     | -     | 0    |
| 1955 | 500сс | Norton     | ESP | FRA 7    | MAN | GER | BEL | NED      | ULS | NAT | -     | 0    |
| 1956 | 125сс | NSU        | MAN | NED      | BEL | GER | ULS | NAT Сход |     |     | -     | 0    |
| 1956 | 250сс | NSU        | MAN | NED      | BEL | GER | ULS | NAT Сход |     |     | -     | 0    |
| 1957 | 125сс | NSU        | GER | MAN 9    | NED | BEL | ULS | NAT      |     |     | -     | 0    |

## Результаты выступлений на гонке Isle of Man TT[7]
| Год  | Класс          | Мотоцикл | Пассажир       | Позиция в классе |
| ---- | -------------- | -------- | -------------- | ---------------- |
| 1957 | Sidecar TT     | BMW      | Юлиус Галликер | 3                |
| 1957 | Lightweight TT | NSU      | -              | 9                |
| 1958 | Sidecar TT     | BMW      | Хиллмар Чекко  | 2                |
| 1959 | Sidecar TT     | BMW      | Хиллмар Чекко  | 2                |
| 1960 | Sidecar TT     | BMW      | Роберт Фистон  | 5                |
| 1962 | Sidecar TT     | BMW      | Хорст Буркхард | Сход             |
| 1963 | Sidecar TT     | BMW      | Альфред Херциг | 1                |
| 1964 | Sidecar TT     | Gilera   | Альфред Херциг | 15               |
| 1965 | Sidecar TT     | BMW      | Франц Дюкре    | Сход             |